# Zone blanche
Pour la série, voir Zone blanche (série télévisée).

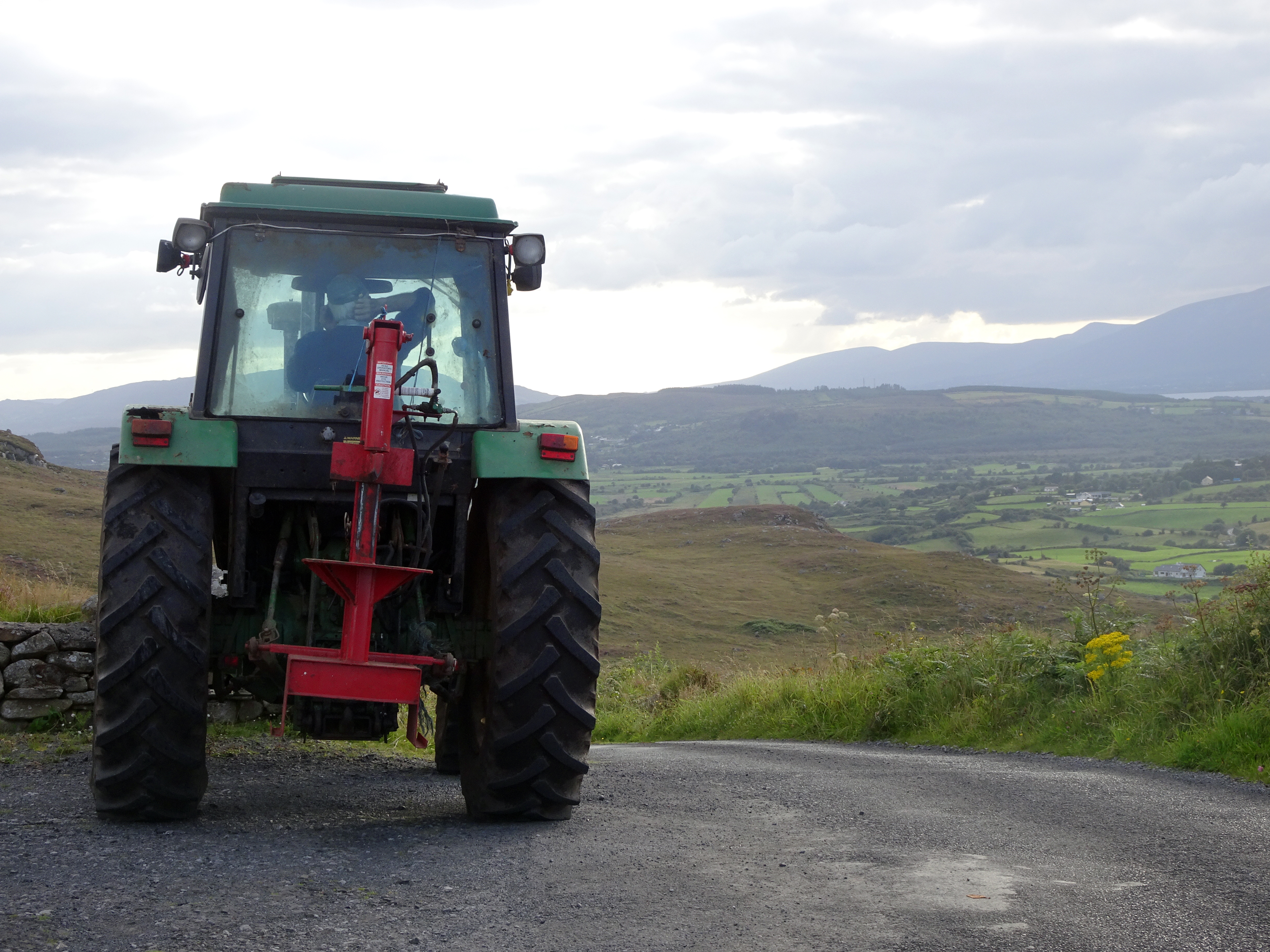
Un agriculteur irlandais venu au sommet d'une colline pour capter le réseau et téléphoner.

Une zone blanche est, dans le domaine des télécommunications, une zone du territoire qui n'est pas desservie par un réseau donné, plus particulièrement un réseau de téléphonie mobile ou par Internet. Par extension, ce terme décrit aussi les zones du territoire français (environ 3 000 communes en 2009) qui sont couvertes depuis 2009 par un accord de partage entre les trois principaux opérateurs de téléphonie mobile.
Il s'agit souvent des zones les moins densément peuplées (typiquement les zones rurales) pour lesquelles les opérateurs n'ont pas d'intérêt à investir dans les équipements nécessaires puisqu'ils ne peuvent pas espérer une exploitation rentable. C'est la dimension territoriale de la fracture numérique.
Par extension sont inclus des espaces délimités réservés aux personnes souffrant d'hypersensibilité aux ondes électromagnétiques ou d'intolérance chimique multiple.

## Terminologie
En anglais, on parle de « white spot » (« zone blanche »), de « blind spot » (« zone aveugle ») ou encore de « notspot » (« zone inexistante », à opposer à « hotspot »).
En France, une « zone blanche », d'après l'Autorité de régulation des communications électroniques et des postes (ARCEP), est une zone qui n'est couverte par aucun opérateur mobile  et ne doit pas être confondu avec les « espaces blancs », qui, dans le jargon de l'ARCEP, sont des bandes de fréquences situées dans des canaux inutilisés entre les couches de radiodiffusion. On parle de « zone grise » dans le cas d'une zone desservie par un seul opérateur, mais l'ARCEP utilise ce terme pour désigner des zones couvertes par un ou deux opérateurs. Lorsque le réseau est accessible mais que les équipements sont trop éloignés pour fournir une qualité de service convenable, on parle de « zone d'ombre ».

## France
Accès à l'information en zones blanches. 
Selon l'ARCEP (Autorité de régulation de communication électronique et des postes), en 2023 environ 2 % du territoire français étaient considérés comme des zones blanches touchant principalement les zones rurales et montagneuses. En 2022 une étude a révélé que 30 % des habitants des zones blanches se disaient inquiets de leurs accès à l'information et aux services en ligne. Environ 10 % de la population pourrait encore être affectée par un manque de couverture mobile suffisante. 
Par ailleurs, 42 % des jeunes de 17 à 23 ans issus des zones rurales ont le sentiment de ‹‹ ne pas avoir eu suffisamment d'informations pour s'orienter ››. En effet les jeunes qui grandissent dans ces espaces vivent proportionnellement plus souvent en zones blanches ce qui est un des éléments expliquant leur moindre accès aux informations sur l’orientation et donc à réduire leurs opportunités professionnelles. Ces statistiques montrent l'ampleur du défi d'accès à l'information dans les zones blanches en France. Cependant, des efforts sont déployés pour y remédier.

### Réglementation et efforts déployés
En France selon un rapport de l'ARCEP de décembre 2009, 99,82 % de la population était couverte (à l'extérieur des bâtiments) par les réseaux de téléphonie mobile, pour seulement 97,7 % du territoire. Pour couvrir les zones dites « blanches », les pouvoirs publics (État, collectivités locales) peuvent subventionner les opérateurs privés. Une association à but non lucratif peut également prendre en charge la couverture d'une zone blanche. En France, un second programme Zone blanche visant à leur résorption a été lancé par le gouvernement en 2008, après un premier plan pas complètement finalisé lancé en 2003. Un troisième plan de couverture est lancé en 2015. Des ententes entre opérateurs peuvent aussi permettre de financer le lancement la couverture des zones blanches, par exemple dans l'ADSL.
Les opérateurs peuvent être amenés à publier une carte montrant les zones blanches, afin que les clients potentiels puissent apprécier si les lieux qu'ils ont l'habitude de fréquenter sont couverts. À l'inverse, ces zones non couvertes sont recherchées par les personnes souffrant d'électro-hypersensibilité (EHS) et les associations militant pour une limitation du nombre d'antennes-relais et de manière plus générale, pour la baisse de la puissance d'émission de tels émetteurs d'ondes électromagnétiques.
Pour les personnes se considérant comme électrosensibles, une question est de savoir comment l'obligation réglementaire de remédier à toute zone blanche sur le territoire français peut s'avérer compatible avec le respect de leur handicap, car la plupart de ces personnes n'auront plus aucune possibilité d'échapper aux ondes radioélectriques. L'Organisation mondiale de la santé a reconnu les symptômes de ces personnes représentants 2 % de la population française mais n'a donné aucune preuve de la corrélation entre ces symptômes et l'exposition aux ondes électromagnétiques liées à la téléphonie.
Une liste des communes en zones blanches 2G est disponible sur le site de l'ARCEP et sur le site de Bouygues Telecom ; il contient la liste des zones blanches couvertes par les antennes GSM communes aux trois opérateurs historiques (zones identifiées par le code « F-CONTACT » ou « F-208xx »).
En juillet 2010, Free mobile a rejoint l'accord cadre de partage d'installations de réseau 3G en RAN sharing conclu en février 2010 par les trois opérateurs historiques. Lancé en janvier 2012, Free Mobile n'a toujours pas trouvé d'accord avec Bouygues Télécom et SFR pour le partage des zones blanches couvertes en 2G par ces derniers mais partage ce type de couverture lorsqu'elle est assurée par Orange.
En 2015, la loi Macron a exigé pour fin 2016 la couverture en 3G en zone blanche des 268 centres-bourgs non encore couverts (ni téléphonie mobile, ni internet mobile) par un opérateur mobile. La couverture mobile en 3G des communes (environ 2000) disposant uniquement de 2G devra être réalisée pour juin 2017.
Le 24 février 2016, lors d'une « réunion de mobilisation pour la couverture mobile des territoires ruraux », Emmanuel Macron a annoncé la mobilisation de 30 millions d'euros de l'État pour financer la construction des infrastructures (pylônes, dalles) destinées à accueillir les antennes mobiles des opérateurs, soit 100 000 euros par commune rurale et 130 000 euros en montagne. C'est l'Agence du numérique qui pilotera, en lien étroit avec les collectivités territoriales concernées, leurs associations représentatives et l’ensemble des administrations concernées, la mise en œuvre du programme. L'avancée du programme « zones blanches » peut être suivie sur le portail d'information mis en place par l'Agence du numérique ou directement sur la carte mise en ligne.
En complément de ce programme, l'État doit lancer un appel à projets « 800 sites stratégiques » visant à apporter une couverture mobile aux zones de développement économique ou touristique du territoire, dépourvues de couverture mobile (zones hôtelières, des campings, des centres de conférences, des parcs d’attraction etc). L’État financera la moitié du coût (dans la limite de 50 000 euros ou, par exception, de 75 000 euros pour les zones de montagne) des infrastructures permettant l’accueil des équipements des opérateurs, soit près de 5 000 000 euros. Les sites seront proposés par les collectivités territoriales chargées du schéma directeur territoriale d’aménagement numérique (SDTAN) auprès de l’Agence du numérique (département ou région). Ce dispositif peut être accessible sur le site FranceTHD.
L’ARCEP a annoncé dans un communiqué de presse le 14 janvier 2018 que, dans le cadre d'un dialogue exigeant avec les opérateurs mobiles, le gouvernement est parvenu à un accord visant à généraliser la couverture mobile de qualité pour l'ensemble des Français.
Les opérateurs mobiles s'engagent à :
- Améliorer la qualité de réception sur l'ensemble du territoire particulièrement dans les zones rurales,

- Démultiplier le rythme des programmes ciblés d'amélioration de la couverture et dans ce cadre construire chacun au moins 5 000 nouveaux sites sur tout le territoire, qui iront désormais au-delà des zones dites "blanches" et dont la charge sera désormais intégralement prise par les opérateurs,
- Généraliser la réception en 4G,
- Accélérer la couverture des axes de transport,
- Généraliser la couverture téléphonique à l'intérieur des bâtiments[18].

### Opérateurs participant aux accords de couverture «zones blanches» en France
- Les clients des MNO Orange, FREE, Bouygues Telecom et SFR ont accès à toutes les zones F-CONTACT.
- L'opérateur mobile (MNO) Free mobile a accès aux zones F-CONTACT 3G et aux zones blanches 2G équipées par son partenaire Orange.
- Excepté (pour des questions de coût) les full-MVNO réellement actifs en tant que tels, les MVNO des trois opérateurs historiques ont accès aux zones 2G F-CONTACT, leurs cartes SIM incluent le MNC de l'opérateur mobile auquel ils sont rattachés.
- Les clients d'opérateurs étrangers en roaming en France ont accès à toutes les zones F-CONTACT.

## États-Unis
La plus grande zone blanche aux États-Unis est la United States National Radio Quiet Zone, de 33 000 kilomètres carrés, qui a été décrétée en 1958 pour protéger les activités de l'observatoire de Green Bank et de la Sugar Grove Station.